# 덕암정보고등학교
덕암정보고등학교(德岩情報高等學校)는 대한민국 전북특별자치도 김제시 서암동에 있는 사립 고등학교이다.

## 학교 연혁
- 1966년 1월 12일 : 벽성상업고등학교 3학급 인가
- 1973년 10월 24일 : 서암동 현 신축교사로 학교 이전
- 1974년 1월 18일 : 김제상업고등학교로 교명 변경 인가
- 1975년 1월 9일 : 학교법인 덕암학원으로 법인 명칭 변경 인가
- 1979년 10월 15일 : 김제상업고등학교 남녀 공학 27학급 인가
- 1981년 12월 30일 : 컴퓨터 등 상업교육관 준공
- 1982년 2월 24일 : 야간 특별학급 6학급 설치 인가
- 1982년 12월 5일 : 강당 준공
- 1982년 12월 29일 : 시청각실 및 종합과학관 준공
- 1998년 3월 1일 : 덕암정보산업고등학교로 교명 변경
- 2002년 3월 1일 : 덕암정보고등학교로 교명 변경
- 2004년 10월 4일 : 종합 기련관 준공
- 2005년 1월 6일 : 제9대 이사장 곽혜춘 여사 취임
- 2009년 11월 3일 : 신본관 및 급식소, 체력단련실 준공
- 2010년 2월 28일 : 구 본관 리모델링 준공
- 2021년 3월 2일 : 학과개편 금융정보과(상업계열), 드론과(공업계열), 조리미용과(조리전공), 조리미용과(미용전공)
- 2024년 2월 7일 : 제56회 졸업식(졸업생 124명, 총수 16,049명)
- 2024년 3월 1일 : 제17대 이현승 교장 취임
- 2024년 3월 4일 : 입학식(신입생 161명)

## 설치 학과
- 금융정보과
- 조리미용과
- 드론과

## 참고 자료
- 덕암정보고등학교 - 한국교육학술정보원 학교알리미